# Emy Roeder
 (novembre 2024).
Si vous disposez d'ouvrages ou d'articles de référence ou si vous connaissez des sites web de qualité traitant du thème abordé ici, merci de compléter l'article en donnant les références utiles à sa vérifiabilité et en les liant à la section « Notes et références ».
Pour les articles homonymes, voir Roeder.
Emy Roeder, née Émilie Julie Roeder le 30 janvier 1890 à Wurtzbourg et morte le 7 février 1971 à Mayence, est une sculptrice allemande.

## Biographie
Emy Roeder naît de Sophie, née Geys, et Carl Roeder et fréquente tout d'abord une école à Wurtzbourg. Elle prend ensuite des cours de dessin et de sculpture à la Polytechnischen Zentralverein de la ville, auprès d'Arthur Schleglmünig,. Devant l'impossibilité d'étudier dans les Académies encore interdites aux femmes, elle se rend aux cours privés de Hans Schwegerle à Munich. Elle devient également l'élève du sculpteur Bernhard Hoetger de 1912 à 1915 à Darmstadt. Elle aide ce dernier dans la création du Platanenhain de la colonie d'artistes de Darmstadt. Elle a comme collègues de travail les sculpteurs Rudolf Belling et Herbert Garbe.
En 1914-1915, elle déménage à Berlin, faute de pouvoir continuer ses études à Paris à cause de la guerre et s'y installe durablement avec Herbert Garbe, qu'elle épouse en 1919. 
Entre 1920 et 1925, elle poursuit sa formation chez le maître sculpteur Hugo Lederer. Elle commence en parallèle à exposer ses premières œuvres à Berlin où elle se fait connaître. Elle rencontre d'autres artistes, notamment à travers ses adhésions à la "Freien Sezession" et au Novembergruppe", avec lesquels elle se lie d'amitié, notamment Kathe Kollwitz, Ernst Barlach et Karl Schmidt-Rottluff. 
Pendant cette décennie, elle voyage beaucoup, notamment en Belgique, au Danemark ou en Bavière et revient toujours en France où elle cherche son inspiration. 
En 1933, après la prise de pouvoir d'Hitler, commence le temps de migration d'Emy Roeder. Elle part d'abord à Paris, puis à Rome. 
En 1936, Emy Roeder reçoit une bourse de la Villa Romana de Florence dirigée par l'artiste allemand Hans Purrmann. Elle s'installe donc dans cette ville. C'est de là qu'elle reçoit la nouvelle de l'exposition sur l'art dégénéré, organisée à Munich en 1937 par le régime Nazi , qui vilipende tout un pan de l'art considéré aux yeux des nazis comme juif ou bolchevique. La sculpture d'Emy Roeder, La Femme enceinte figure dans cette exposition. 
Les Alliés prennent le contrôle de Florence en 1944 et envoient Emy Roeder, en tant qu'Allemande, dans un camp d'internement à Padula. Elle s'inspire des formes des corps qu'elle y voit pour créer, entre autres, sa série Padula I-V.  
Elle rentra en Allemagne qu'en 1950, où elle fut reçue par la ville de Mayence qui la logea et lui permit de devenir professeure dans cette ville.
En 1955, ses œuvres furent exposées lors de l'exposition Documenta 1, la première de la série d'expositions documenta, présentant l'art moderne et contemporain à Cassel. Cette première édition s'est tenue du 16 juillet 1955 au 18 septembre 1955.
À sa mort, en 1971, tous ses biens furent légués à la ville de Würzburg. Artiste de l'expressionnisme, elle possédait des œuvres de l'artiste Erich Heckel.
En 2010, sont trouvées, à Berlin, dans les caves d'une ruine datant de la dernière guerre, plus d'une dizaine de statuettes représentant l'art dégénéré de Nazis. Parmi les artistes dont on a retrouvé les œuvres d'art, figure Emy Roeder.

## Distinctions et prix
- 1920 – Prix de l'Académie des arts de Berlin (Akademie der Künste) pour la "Plastique, la femme enceinte" ;
- 1929 – Prix de la ville de Cologne, partagé avec Hermann Blumenthal
- 1936 – Prix de la Villa Romana
- 1960 – Commandeur de l'ordre du Mérite de la République fédérale d'Allemagne
- 1962 – Grand Prix de la ville de Mayence et citoyen d'honneur de l'Université Johannes Gutenberg de Mayence
- 1963 – Titre de professeur par le Ministère de Culture de la région de Rhénanie-du-Nord-Westphalie
- 1966 – Grand Prix de la Culture de la ville de Würzburg pour son œuvre professionnelle